# Wittgensteiner Forstatlas

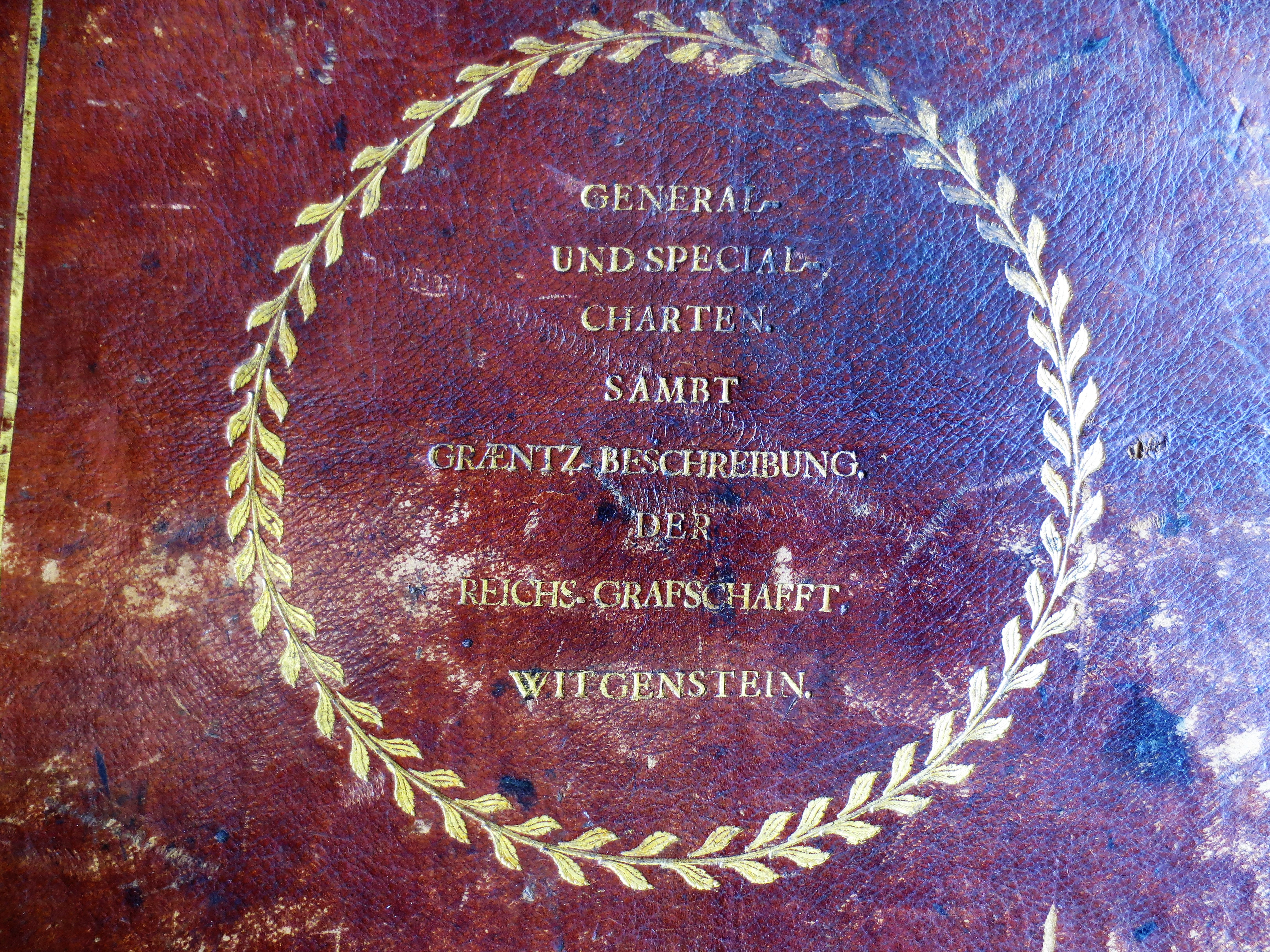
Wittgensteiner Forstatlas 1739 (Ausschnitt)

Der Wittgensteiner Forstatlas ist ein 280 Jahre altes Kartenwerk, das nahezu die komplette Fläche der früheren Grafschaft Sayn-Wittgenstein-Hohenstein abbildet und im Jahre 1739 offenbar als Unikat fertiggestellt wurde. Er befindet sich im Privatbesitz des fürstlichen Archivs der Rentkammer Wittgenstein in Bad Laasphe.

## Entstehung
Als Graf Friedrich zu Sayn-Wittgenstein-Hohenstein im Jahr 1735 die Regierungsgeschäfte in der südlichen Grafschaft Wittgenstein antrat, veranlasste er die Fortsetzung der bereits von seinem Vater August David in Auftrag gegebenen Vermessungsarbeiten des gräflichen Territoriums, die dann vier Jahre später zum Abschluss gebracht wurden. Das Ergebnis der mit Unterbrechungen 15 Jahre andauernden Vermessungsarbeiten war ein im Jahre 1739 fertiggestellter Forstatlas mit dem Titel General- und Spezialcharten sambt Graentz Beschreibung der Reichsgrafschafft Witgenstein.

## Beteiligte Geometer
Hinweise zur Urheberschaft des Kartenwerks finden sich nicht im Atlas, sondern werden aus anderen Akten des Archivs, z. B. Renteirechnungen, erschlossen. Als beteiligte Landmesser wurden die Geometer Adam Blum (aus Herborn?) und eine Person namens Wigell identifiziert. Hinweise zur Aufnahmetechnik fehlen im Atlas; nicht zuletzt, um Nachahmungen zu vermeiden.

## Aufbau des Kartenwerks

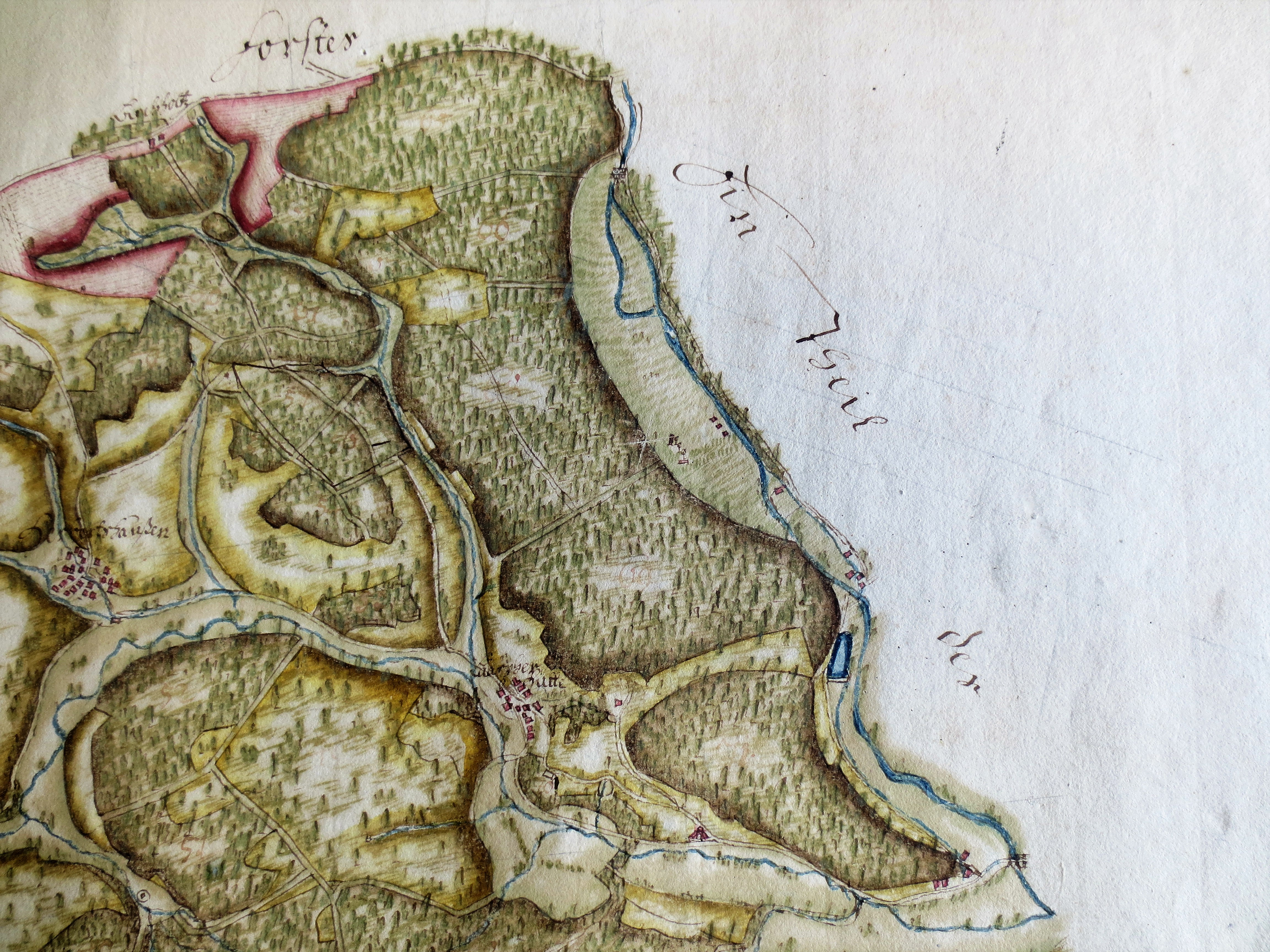
Ausschnitt des Laaspherhütter Forstes mit den eingezeichneten Orten Herbertshausen und Laaspherhütte. Nordöstlich von Laaspherhütte: Kunst Wittgenstein

Es handelt sich um einen in Leder gebundenen Atlas mit goldfarbenen Lettern in der Größe von 63 × 47 cm, der 61 Blätter mit gemalten Farbkarten, Grenzprofilen, handgeschriebenen Text- und Tabellenerläuterungen enthält.
Oberhalb des Atlas-Titels wurde mit den Anfangsbuchstaben F.G.Z.S.H.u.W auf den zum Zeitpunkt der Herausgabe regierenden Landesherrn, Friedrich Graf zu Sayn Hohenstein und Wittgenstein, hingewiesen.
Bereits auf der ersten Seite findet sich eine Legende mit der Universal Erklärung derer Farben aller folgenden Charten. Es wurde unterschieden in Hochgräffliche Herrschafftliche Äcker, Hochgräffliche Herrschafftliche Wiesen, Unterthanen Äcker, Unterthanen Wiesen, Hohe oder Buche Waldung, Hohe Eiche Waldung, Bircken und Niedere Waldung, Brücher und Sümpfe.
Darunter folgen die beiden verwendeten Maßeinheiten, der Wittgensteiner Werkschuh (0,2898 Meter) und der Rheinische Werkschuh (0,2973 Meter).
Als Einleitung wurde eine fast sechsseitige geographische Beschreibung der Reichsgrafschafft Witgenstein gewählt und auf die innere Gliederung des Territoriums in zehn Forstbezirke (Erndtebrück, Rüppershausen, Weidenhausen, Feudingerhütte, Fischelbach, Laaspherhütte, Laasphe, Niederlaasphe, Arfeld und Elsoff) hingewiesen.
Im Hauptteil befinden sich auf zehn Doppelseiten die handgemalten und kolorierten Karten in der Einteilung der erwähnten Forstbezirke. Nach jeder Abbildung eines Forstes folgen Ergänzungsseiten mit exakten Flächenbeschreibungen der Waldparzellen, die Aufzählung der betreffenden Flurnamen, Angaben über die Gesamtgröße in Quadratruten und zum Anteil der jeweiligen Holzart. Der gewählte Maßstab beträgt nach Dezimalumrechnung etwa 1:14 200. Bestechend sind die wiedergegebenen topographischen Fakten. Größe und Verlauf der blau gemalten Gewässer sind deutlich erkennbar, Häuser im Dorfverband und auch einzeln stehende Gebäude erscheinen als rote, rechteckige Grundrissmarkierungen, wobei offenbar jedes Gebäude, das beim Aufmaß vorhanden war, eingezeichnet wurde. Flurbezeichnungen wurden eher selten in die Karte eingetragen; dennoch verweist ein Zahlensystem auf die beigefügten Flurbeschreibungen im Anschluss an die jeweilige Karte.
Im Abschluss des Kartenwerks werden die Außengrenzen des Landes, vornehmlich zur damaligen Landgrafschaft Hessen-Darmstadt dargestellt.

## Bewertung
Bei dem Atlas von 1739 handelt es sich um die erste großmaßstäbliche Kartenaufnahme des gesamten Territoriums der Südgrafschaft Wittgenstein. Mit der präzisen flächenmäßigen Aufnahme der vorhandenen Waldbestände legte man die Grundlage für eine geregelte Bewirtschaftung der Wittgensteiner Forste. Während die Waldstruktur in einer Vielzahl historischer Karten nur angedeutet werden, wurde hier eine quantitative Erfassung und kleinräumliche Untergliederung der Bestände vorgenommen und so die Grundlage für einen räumlich und zeitlich festgesetzten Nutzungsplan geschaffen. Der Auftrag zur kartographischen Erfassung des Territoriums erfolgte aus rein fiskalischen Gründen. Die von den großen Verkehrswegen entfernt gelegene Grafschaft war für die Landwirtschaft nur bedingt geeignet, arm an Bodenschätzen und in seiner wirtschaftlichen Entwicklung im 17. und 18. Jahrhundert fast ausschließlich auf die Erträge aus der Forstnutzung angewiesen.
Der Historiker Günther Wrede hatte den Atlas bei den Vorarbeiten für seine 1925 vorgelegte Dissertation Territorialgeschichte der Grafschaft Wittgenstein noch eingesehen und lobend erwähnt.  Der Atlas war über Jahrzehnte im Archiv des Schlosses Wittgenstein verschollen und tauchte bei den Vorarbeiten und der Bestandsaufnahme zu einer großen Versteigerung im Jahre 1950 wieder auf. Es handelt sich, neben seiner kartographischen und forstgeschichtlichen Bedeutung um ein wertvolles Dokument für die historische Landeskunde und Kulturlandschaftsforschung des 18. Jahrhunderts.